# Circondario di Mopti
Il circondario di Mopti è un circondario del Mali facente parte della regione omonima. Il capoluogo è Mopti.

## Geografia antropica

### Suddivisioni amministrative
Il circondario di Mopti è suddiviso in 15 comuni:
- Bassirou
- Borondougou
- Dialloubé
- Fatoma
- Konna
- Korombana
- Koubaye
- Kounari
- Mopti
- Ouro Modi
- Ouroubé Douddé
- Salsalbé
- Sio
- Socoura
- Soye